# Дзил (грузинська літера)
Дзил (ძილი, [dzili]) — двадцять восьма літера грузинської абетки.
Приголосна літера. Вимовляється як українська [ дз ] (МФА /dz/). За міжнародним стандартом ISO 9984 транслітерується як j.

## Історія
| Асомтаврулі | Нусхурі | Мхедрулі |
| ----------- | ------- | -------- |
|             |         |          |

## Юнікод
- Ⴛ : U+10BB
- ძ : U+10EB